# 2971 Mohr
2971 Mohr eller 1980 YL är en asteroid i huvudbältet som upptäcktes den 30 december 1980 av den tjeckiske astronomen Antonín Mrkos vid Kleť-observatoriet i Tjeckien. Den är uppkallad efter den tjeckiske astronomen Josef M. Mohr.
Asteroiden har en diameter på ungefär 5 kilometer och den tillhör asteroidgruppen Flora.